# Antibiotique à large spectre

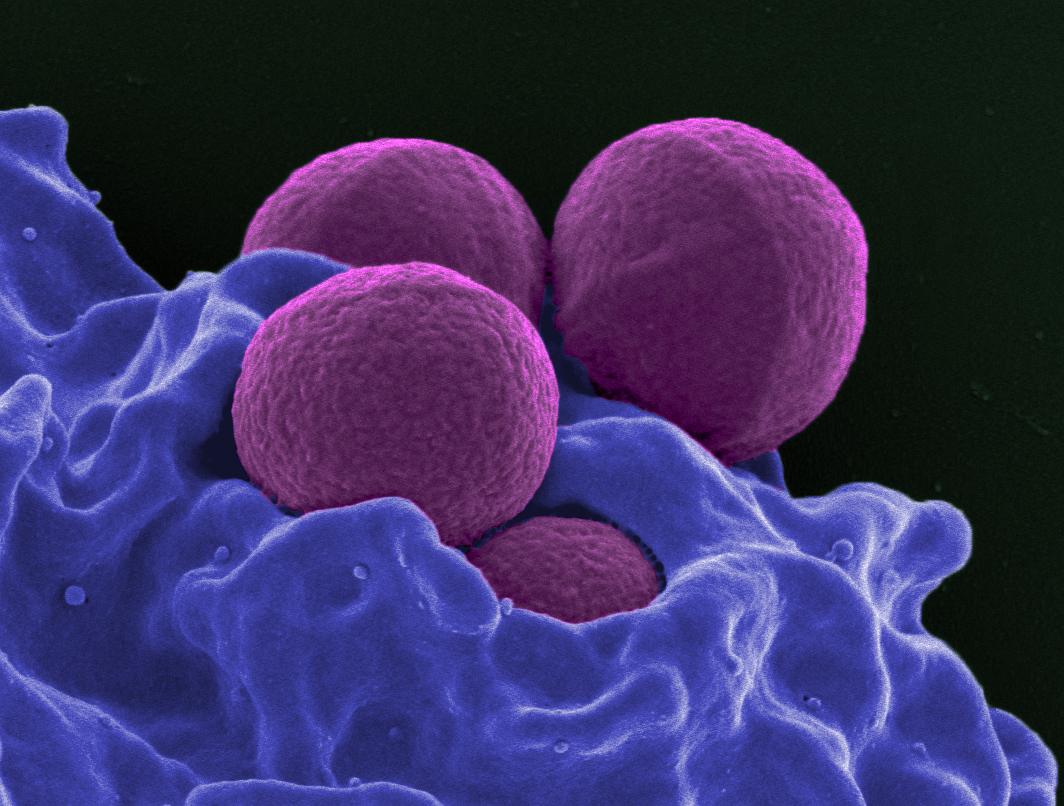
Image colorée au microscope électronique du staphylocoque doré résistant à la méthicilline (MRSA), une bactérie couramment ciblée par les antibiotiques à large spectre.

Un antibiotique à large spectre est un antibiotique efficace contre un grand nombre de bactéries. Le spectre d'activité de l'antibiotique définit l’ensemble des germes sensibles à chaque famille d’antibiotiques, plus il est large, plus le nombre de bactéries sensibles à cet antibiotique est élevé, à l'inverse d'un antibiotique à spectre étroit qui aura une action sur un petit nombre de bactéries, plus ciblées. L'un des inconvénients de l'utilisation d'antibiotique à large spectre est l'augmentation du risque de développement de l'antibiorésistance et la destruction d'un grand nombre de bactéries non pathogènes dont le microbiote.
L'exemple type de l'antibiotique à large spectre est la pénicilline.

## Exemples

### Chez les humains
- Doxycycline
- Pénicilline
- Minocycline
- Aminoglycosides (excepté la streptomycine)
- Ampicilline
- Amoxicilline/acide clavulanique (Augmentin)[2]
- Azithromycine[3]
- Carbapénèmes (exemple : imipenem)
- Pipéracilline/tazobactam
- Quinolones (exemple : ciprofloxacine)
- Tétracyclines (excepté sarécycline)
- Chloramphenicol
- Ticarcilline
- Cotrimoxazole (Bactrim)

### En médecine vétérinaire
- Co-amoxiclav (petits animaux)
- Pénicilline, streptomycine et oxytétracycline (animaux de ferme)
- Pénicilline et sulfonamides (chez les chevaux)